# Lista de deputados estaduais do Piauí da 2.ª legislatura
Esta é a lista de deputados estaduais do Piauí para a legislatura 1951–1955.

## Composição das bancadas
| Partido | Líder                      | Bancada | Posição      |
| ------- | -------------------------- | ------- | ------------ |
| UDN     | Milton Aguiar              | 15 / 32 | Oposição     |
| PSD     | João Clímaco d'Almeida     | 14 / 32 | Governo      |
| PTB     | Darcy Araújo               | 2 / 32  | Governo      |
| PSP     | Agenor Barbosa de Carvalho | 1 / 32  | Independente |

## Deputados estaduais
Embora tenha eleito o governador do estado, o PSD ficou em minoria na Assembleia Legislativa do Piauí: a contagem final apontou quinze cadeiras para a UDN, quatorze para o PSD, duas para o PTB e uma para o PSP.
| Números | Deputados estaduais eleitos    | Partido | Votação | Percentual | Cidade onde nasceu  | Unidade federativa |
| 14372   | Darcy Araújo                   | PTB     | 4.762   | 2,86%      | Parnaíba            | Piauí              |
| 41246   | Constantino Pereira            | PSD     | 3.666   | 2,20%      | Pedro Laurentino    | Piauí              |
| 41994   | Edison Ferreira                | PSD     | 3.605   | 2,16%      | São Raimundo Nonato | Piauí              |
| 22896   | Alberto Silva                  | UDN     | 3.317   | 1,99%      | Parnaíba            | Piauí              |
| 41905   | Edgar Nogueira                 | PSD     | 3.244   | 1,95%      | Teresina            | Piauí              |
| 22827   | Milton Aguiar                  | UDN     | 3.214   | 1,93%      | Teresina            | Piauí              |
| 22895   | José Ribamar de Castro Lima    | UDN     | 3.203   | 1,92%      | Parnaíba            | Piauí              |
| 22567   | João Pinga                     | UDN     | 3.020   | 1,81%      | Santana do Cariri   | Ceará              |
| 22886   | Mário José de Andrade          | UDN     | 2.893   | 1,73%      | Campo Maior         | Piauí              |
| 22976   | Joaquim Gomes Calado           | UDN     | 2.864   | 1,72%      | Picos               | Piauí              |
| 22186   | Alberto Luz                    | UDN     | 2.753   | 1,65%      | Jaicós              | Piauí              |
| 41863   | Antônio Santos Rocha           | PSD     | 2.616   | 1,57%      | Jerumenha           | Piauí              |
| 41843   | Antônio Félix de Carvalho      | PSD     | 2.591   | 1,55%      | Luzilândia          | Piauí              |
| 22361   | Ferreira de Castro             | UDN     | 2.589   | 1,55%      | Floriano            | Piauí              |
| 41911   | Adalberto de Moura Santos      | PSD     | 2.582   | 1,55%      | Picos               | Piauí              |
| 41497   | Octávio Miranda                | PSD     | 2.547   | 1,53%      | Campo Maior         | Piauí              |
| 22817   | Raimundo Vaz da Costa Neto     | UDN     | 2.542   | 1,52%      | Simões              | Piauí              |
| 22291   | Manuel Nogueira Lima           | UDN     | 2.530   | 1,52%      | Pedro II            | Piauí              |
| 22732   | Gumercindo Paz Saraiva Ribeiro | UDN     | 2.447   | 1,47%      | Amarante            | Piauí              |
| 41266   | Alcides Martins Nunes          | PSD     | 2.432   | 1,46%      | Valença do Piauí    | Piauí              |
| 22653   | Antenor Martins Neiva          | UDN     | 2.411   | 1,44%      | Picos               | Piauí              |
| 22532   | Venceslau de Sampaio           | UDN     | 2.364   | 1,42%      | Piracuruca          | Piauí              |
| 22398   | Ezequias Costa                 | UDN     | 2.336   | 1,40%      | Barras              | Piauí              |
| 41636   | Caio Damasceno                 | PSD     | 2.233   | 1,34%      | Paulistana          | Piauí              |
| 41405   | Epaminondas Castelo Branco     | PSD     | 2.225   | 1,33%      | Buriti dos Lopes    | Piauí              |
| 41592   | João Clímaco d'Almeida         | PSD     | 2.213   | 1,33%      | Teresina            | Piauí              |
| 22990   | Orlando Barbosa de Carvalho    | UDN     | 2.200   | 1,32%      | Oeiras              | Piauí              |
| 41225   | Augusto da Rocha Neto          | PSD     | 2.144   | 1,28%      | Uruçuí              | Piauí              |
| 41711   | Valdemar Ramos Leal            | PSD     | 2.090   | 1,25%      | Nazaré do Piauí     | Piauí              |
| 41362   | Clóvis Melo                    | PSD     | 2.056   | 1,23%      | Paulistana          | Piauí              |
| 46371   | Agenor Barbosa de Carvalho     | PSP     | 1.975   | 1,18%      | Buriti dos Lopes    | Piauí              |
| 14705   | Inácio Soares da Silva         | PTB     | 1.313   | 0,78%      | Aroazes             | Piauí              |